# Sprengel (herb szlachecki)
Sprengel – polski herb szlachecki z nobilitacji.

## Opis herbu
Opis herbu z wykorzystaniem zasad blazonowania, zaproponowanych przez Alfreda Znamierowskiego:
Na tarczy dzielonej w pas, w polu górnym, błękitnym, sarna naturalna wyskakująca zza środkowego najmniejszego pagórka, opierająca nogi na jednym z dwóch wyższych pagórków;
W polu dolnym, srebrnym, trzy róże czerwone.
Klejnot: sarna wyskakująca, jak w godle.
Labry srebrne, podbite błękitem.

## Najwcześniejsze wzmianki
Nadany Janowi Sprengel von Röbern, burmistrzowi i burgrabiemu elblągskiemu 27 listopada 1576. Sarna (kozioł) pochodzi z herbu Berżewicz Marcina Berżewicza, który adoptował Sprengela.

## Herbowni
Ponieważ herb Sprengel był herbem własnym, prawo do posługiwania się nim przysługuje tylko jednemu rodowi herbownemu:
Sprengel.